# Aya Terakawa
Aya Terakawa (n. 12 noiembrie 1984, Osaka, Japonia) este o înotătoare ce a reprezentat Japonia, medaliată olimpică. A participat la 2 ediții ale Jocurilor Olimpice (2004, 2012) în care a câștigat două medalii de bronz.